# Bermering
Bermering là một xã trong vùng Grand Est, thuộc tỉnh Moselle, quận Château-Salins, tổng Albestroff. Tọa độ địa lý của xã là 48° 55' vĩ độ bắc, 06° 42' kinh độ đông. Bermering nằm trên độ cao trung bình là 260 mét trên mực nước biển, có điểm thấp nhất là 229 mét và điểm cao nhất là 282 mét. Xã có diện tích 5,73 km², dân số vào thời điểm 1999 là 223 người; mật độ dân số là 38 người/km². Xã nằm 10 km về phía tây của Albestroff.

## Thông tin nhân khẩu
| 1962 | 1968 | 1975 | 1982 | 1990 | 1999 |
| ---- | ---- | ---- | ---- | ---- | ---- |
| 289  | 305  | 288  | 285  | 233  | 223  |